# Yamato Yukihara
Yamato Yukihara (大 和 雪原) era un territorio antartico rivendicato dal tenente dell'esercito giapponese Shirase Nobu per il Giappone nel 1912, che si estende sulla Barriera di Ross in quella che ora è parte della rivendicazione della Nuova Zelanda sul territorio antartico. Questa affermazione non fu presa sul serio nemmeno dal governo giapponese e rapidamente svanì nell'oblio storico e politico dopo il ritorno di Shirase. 

## Storia

Bandiera della Spedizione antartica giapponese

Il tenente Shirase Nobu dell'esercito giapponese organizzò la prima Spedizione antartica giapponese nel 1910. Partì da Tokyo a bordo della nave Kainan Maru da 204 tonnellate il primo dicembre. Dopo essersi fermato per rifornimenti a Wellington, in Nuova Zelanda, l'8 febbraio 1911, il mese successivo raggiunse Terra della Regina Vittoria.
Essendo già molto avanzata la stagione antartica, la nave non poté oltrepassare Coulman Island e fece ritorno a Sydney, in Australia, per passarvi l'inverno. Nel gennaio 1912, questa volta portando 29 slitte trainate da Sakhalin, sbarcarono nell'Artico. Incontrarono la spedizione antartica di Roald Amundsen vicino alla Baia delle balene, non sapendo che Amundsen e Robert Scott avevano già raggiunto il Polo Sud.
La spedizione fu divisa in un gruppo di rilievo costiero e un gruppo che intendeva raggiungere il polo. Il gruppo polare meridionale, composto da Shirase e altri sei uomini, attraversò la piattaforma del ghiaccio Ross, raggiungendo un punto sud più lontano a 80° 5' S, 156° 37' O il 28 gennaio 1912, rivendicando tutta la piattaforma del ghiaccio Ross per il Giappone come Yamato Yukihara (letteralmente "Campo di neve del Giappone"). Shirase tornò in Giappone il 20 giugno 1912. Nonostante la mancanza di un impatto duraturo dal punto di vista scientifico o storico, la spedizione di Shirase è importante perché tutti i suoi i membri sopravvissero al soggiorno in Antartide.

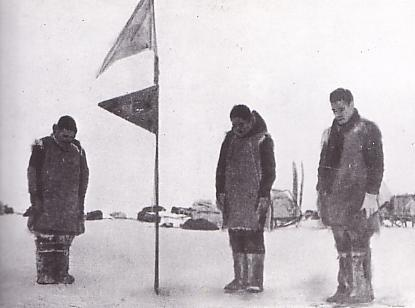